# Gert Kærlin
Gert Wigandt Kærlin (24. juli 1950 i København) er en dansk atlet, mellemdistanceløber, langdistanceløber. Han løb for Østerbro-klubben Københavns IF men i forbindelse med splitringen af KIF i 1973 gik han med i den nystartede AK73, som veteran løb han for Rødovre AC og stiller nu op for Herlev Atletik.
Gert Kærlin vandt allerede i 1969, som 19-årig, sit første DM, da han var på KIF's hold i 3 km cross. Det blev til 29 danske mesterskaber for seniorer og 5 danske rekorder samt deltagelse i OL i 1972, hvor han blev nr. 10 i indledende heat på 5000 meter i 14,39,2.
Gert Kærlin har efter senior-karrieren vundet en del DM for veteraner og sat flere dansk veteran rekorder. Han blev to gange nummer fire til Veteran-EM i 2004 i aldersklassen 50-54 år; på 5000 meter med tiden 16,07,58 og på 10.000 meter med tiden 34,29,70.

## Danske mesterskaber
| - Bronze 1988 4 x 1500 meter 16.34,53 - Sølv 1979 5000 meter 14:13.5 - Guld 1978 4 x 1500 meter 15.53,6 - Guld 1975 4 x 1500 meter 16.01,8 - Guld 1975 4 x 1500 meter - Bronze 1977 5000 meter 14:22.1 - Guld 1977 8km cross - Guld 1977 8km cross hold - Sølv 1976 15km landevej - Guld 1976 15km landevej hold | - Guld 1976 5000 meter 14:24.4 - Guld 1975 5000 meter 14:18.6 - Guld 1975 4 x 1500 meter - Sølv 1975 8km cross - Sølv 1975 8km cross hold - Guld 1975 12km cross 38.21 - Guld 1975 12km cross hold - Guld 1975 15km landevej hold - Bronze 1975 1500 meter 3:44.5 - Guld 1974 5000 meter 14:09.8 | - Guld 1974 8km cross - Guld 1974 8km cross hold - Guld 1974 12km cross 39.06 - Guld 1974 12km cross hold - Guld 1974 15km landevej - Guld 1974 15km landevej hold - Sølv 1974 1500 meter 3:45.6 - Guld 1974 4 x 800 meter 7,46,0 - Sølv 1974 4 x 1500 meter 15.50,4 - Guld 1973 5000 meter 14:16.4 | - Guld 1973 12km cross 38.20 - Guld 1973 12km cross hold - Sølv 1973 1500 meter 3:44.8 - Guld 1972 5000 meter 14:38.2 - Bronze 1972 1500 meter 3:46.1 - Guld 1972 8km cross - Guld 1971 5000 meter 14:19.8 - Guld 1971 8km cross - Guld 1970 8km cross hold - Guld 1969 8km cross hold |

## Personlige Rekorder
- 800 meter: 1.52.9 (1973)
- 1000 meter: 2,24,4 (1974)
- 1500 meter: 3,43,2 (1973)
- 1 mile: 4.09.4 (1975)
- 2000 meter: 5,18,4 (1975)
- 3000 meter: 7,52,4 (1973)
- 5000 meter: 13,39,4 (1976)
- 10.000 meter: 29,09,8 (1973)
- 15 km landevej: 47.21 (1976)
- Maratonløb: 2.26.25 (1974)
- 3000 meter forhindringsløb: 9.41.8 (1974)

## Danske rekorder
- 3000 meter: 8,01,6 og 8,01,2 (1972) samt 7,52,4 (1973)
- 5000 meter: 13,40,0 (1973) og 13,39,4 (1976)